# Francisco Eduardo Tresguerras

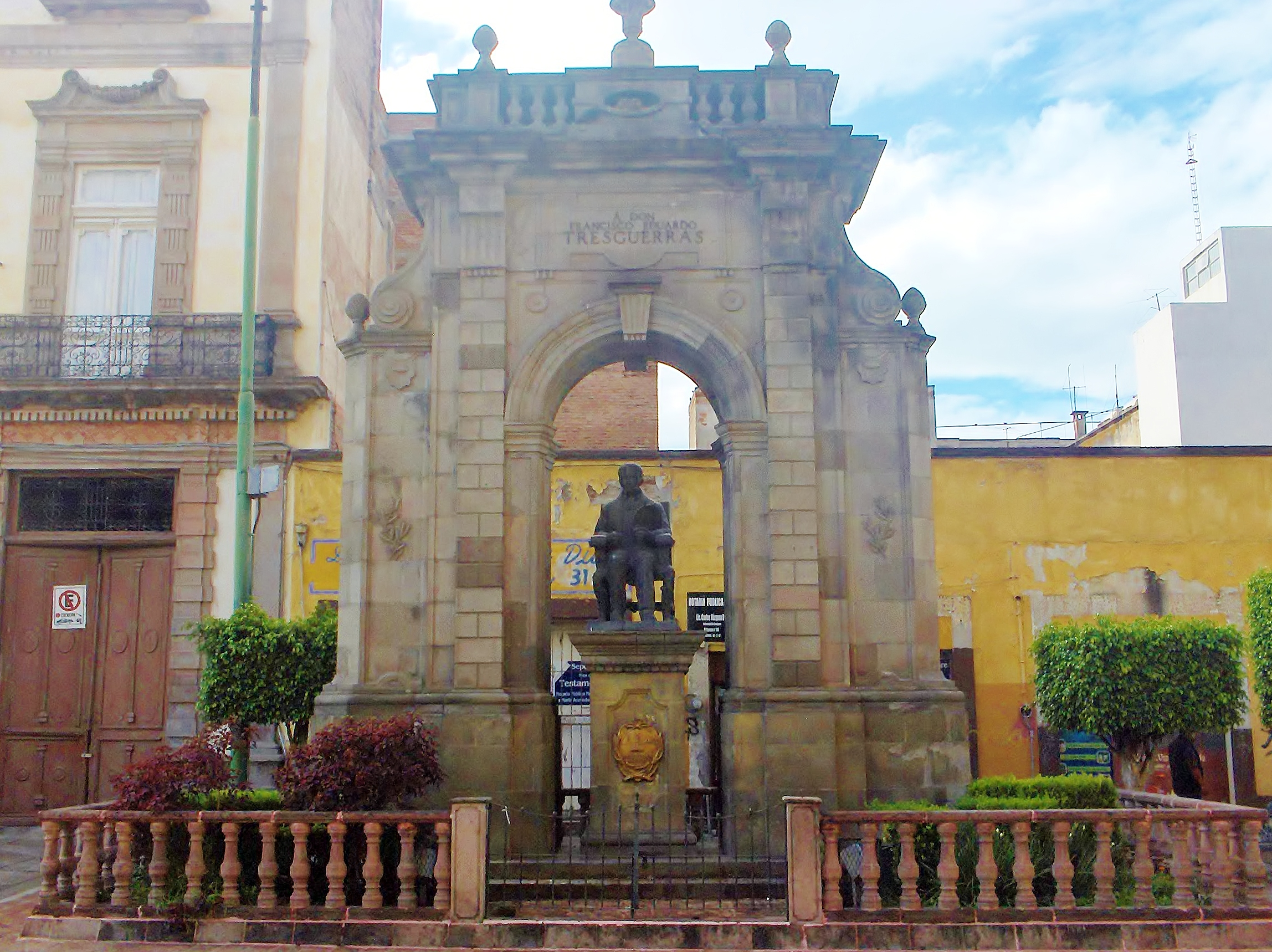
Estatua dedicada a la memoria del arquitecto en su ciudad natal.

Francisco Eduardo Tresguerras (Celaya, 13 de octubre de 1759-Celaya, 3 de agosto de 1833) fue un arquitecto, pintor, escultor y grabador mexicano.

## Primeros años
Antecesor de Ana Fernández Tresguerras
, fue hijo de Francisco Joseph Eduardo Fernández Tresguerras, nacido en la localidad española de Santillana del Mar, y de María Guadalupe Martínez de Ibarra, hija de un canónigo del cabildo de Morelia, siendo bautizado el día 15 de octubre de 1759 en la hoy Catedral de Celaya. Nació con el nombre de Francisco Joseph Eduardo Fernández Martínez de Ibarra.
Creyendo poseer una vocación religiosa, entró en un convento de la Ciudad de México, pero pronto cambió de opinión. Regresó a Celaya y se casó con María Josefa Ramírez, con quien procreó seis hijos. Comenzó trabajando como artista en labores de pintura, escultura y grabado. Pronto pidió licencia para actuar como arquitecto. Su primera obra fue la Fuente de Neptuno (1797) y un arco conmemorando la proclamación de Carlos IV como rey. Ambos monumentos se encuentran en Querétaro. En esa misma época trabajó en "... una tablada, arco triunfal y pirámide..." para conmemorar ese mismo hecho en su ciudad natal. De estas tres obras sobrevive la que él llamaba "pirámide" y que tras la consumación de la independencia se transformó en la "columna de la independencia", obra aún visible en el Centro Histórico de la ciudad de Celaya, Guanajuato, y es el primer monumento a nivel nacional que conmemoró tal hecho.
Fue un artista autodidacta que cultivó la pintura, la arquitectura, la escultura, el grabado, la poesía y la música. En su Autorretrato, Tresguerras se representó al centro de una tarja escultórica, vestido elegantemente como profesor de todas las artes y acompañado por emblemas de las distintas disciplinas: un boceto pictórico, un plano arquitectónico, un libro (posiblemente un tratado de arte), una paleta, pinceles y cinceles. Esta pintura la realizó en 1794, año en que la Academia de San Carlos le negó el título de académico supernumerario. Tresguerras también plasmó una autobiografía alegórica en su obra Ocios (literarios), donde se caracterizó como un melancólico en la crisis de la era ilustrada. Simpatizante del movimiento insurgente, fue arrestado en 1811; tras la consumación de la independencia, en 1821, incursionó en la política como diputado, síndico, regidor y alcalde de Celaya. 
Está enterrado en la capilla junto al templo de San Francisco en Celaya, Guanajuato, la cual fue restaurada recientemente. La capilla es abierta al público únicamente el Viernes de Dolores. 

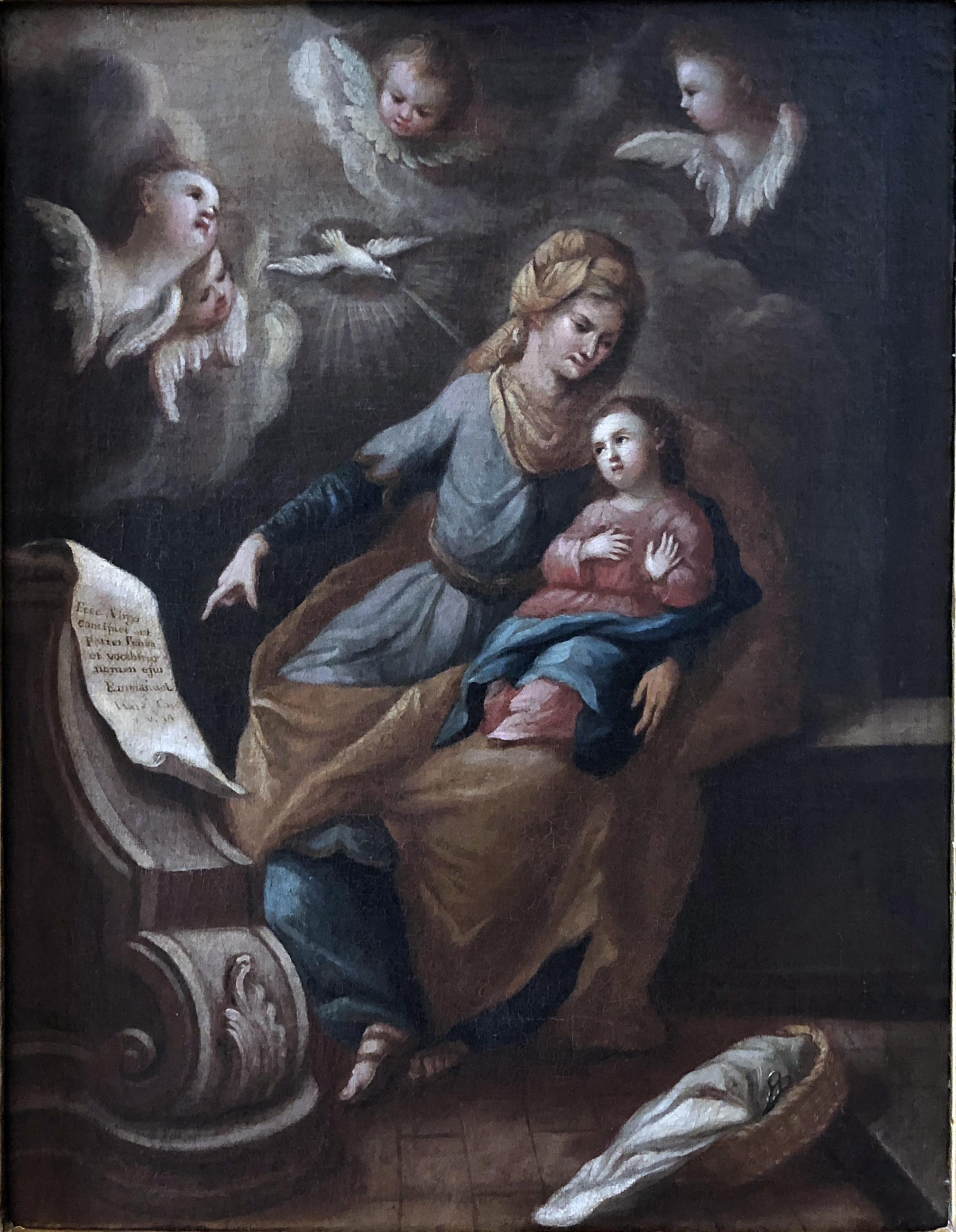
Santa Ana y la Virgen de Niña, Museo Nacional de Arte, Ciudad de México

## Obras en elsigloXIX
De 1802 a 1807 trabajó en la reconstrucción de la iglesia del Carmen en Celaya, de estilo neoclásico, que se considera su mejor obra. La iglesia presenta tres fachadas neoclásicas, sobre las cuales se eleva una torre que acaba en forma de campana. Esto era una novedad en Nueva España al tiempo de su construcción. El templo incluye igualmente una bella cúpula y una fachada lateral que muestra influencias francesas. Asimismo, también ejecutó algunas de las esculturas de esta iglesia. Tresguerras realizó esta obra a pesar de que no gozaba del título de arquitecto que le concedieron tras esta creación los maestros de la Escuela de las tres nobles artes de San Carlos.
En 1815 realizó el famoso templo de los doce apóstoles a tamaño real en el valle de Jalisco en la ciudad de Buenavista, con detalles de hoja de oro y estilo neoclásico, en la torre del majestuoso templo se acompaña un reloj de sol. 
Esta obra es considera una de las más importantes puesto que en el país solo hay dos templos con 12 apóstoles siendo esta la primera en construirse. 
Del mismo estilo neoclásico es la capilla que diseñó para su tumba en la iglesia de San Francisco, y un puente sobre el río La Laja. En Guanajuato se le atribuye la construcción del palacio del Conde de Casa Rul. Profesionalmente, viajó por las regiones centrales del país. En San Luis Potosí construyó el teatro Alarcón en 1825, considerado el segundo más antiguo del país y el primero del México republicano. También se le atribuyen otros edificios en San Luis Potosí, San Miguel el Grande, Salvatierra, Salamanca, Irapuato, y algunas ciudades de Jalisco.
Como pintor, también su estilo es neoclásico y el público acogió bien esta faceta suya. Pintó retratos, paisajes y temas religiosos. Entre sus pinturas se encuentran un retrato de su esposa (1787), un autorretrato (1794), Santa Ana, La Virgen Niña, y dos frescos en la iglesia del Carmen en San Luis de Potosí. También hizo un Juicio Final en la capilla de los Cofrades en la iglesia del Carmen de Celaya. En su faceta de escultor destaca la representación de la Inmaculada Concepción que realizó para la Parroquia de la Purísima Concepción en Yurécuaro, Michoacán.
Tresguerras escribió obras devocionales, ejemplo de ello es la «novena a la dolorosa» que aún se reza en la ciudad de Celaya, y sátiras poéticas. En 1962 fue publicado un cuaderno de notas de carácter crítico, con el título de Ocios literarios. Sus amigos escribieron un boceto biográfico titulado Tres zamoranos ilustres que fue publicado hasta 1951, y el cual apareció en Morelia. Tresguerras fue arrestado en 1811 por simpatizar con el movimiento de independencia.

## Obras literarias
Además de su trabajo como arquitecto, pintor y escultor, Tresguerras cultivó la escritura. En 1962, la Universidad Nacional Autónoma de México publicó por primera vez Ocios literarios, obra que hasta entonces solo había circulado como manuscrito citado en textos autobiográficos.
El texto es una diatriba en prosa y verso que ofrece una visión crítica de la provincia mexicana en el crepúsculo de la Nueva España, combinando sátira, crítica al barroco y elogio al neoclasicismo. La edición de 1962 se preparó como homenaje al segundo centenario del nacimiento de Tresguerras (1959), aunque por diversas circunstancias se imprimió tres años después.

### Ejemplo de su poesía
Uno de los poemas incluidos en Ocios literarios es «A Lesbia de Cátulo y a su pajarito muerto», una paráfrasis de versos del poeta latino Cayo Valerio Catulo:

Tierna pintada avecilla  
¿qué extraña, qué dura suerte  
niega a Lesbia con tu muerte  
la diversión más sencilla?  
¿Sus ojos? No es maravilla:  
ellos causan mi tormento.  
Pues llore y su sentimiento  
con mi desdicha se iguale:  
sí: que ingrata sobresale,  
sí: que burla mi lamento.

## Galería

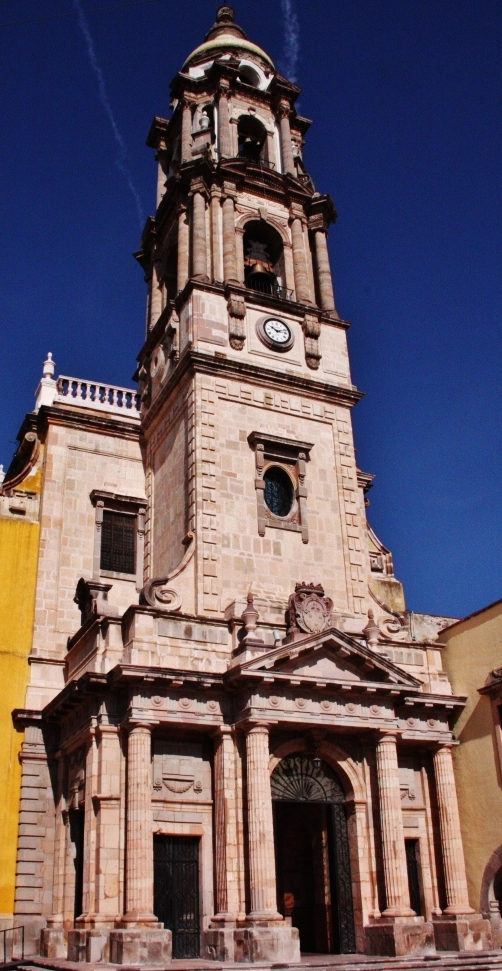
Templo del Carmen, Celaya.
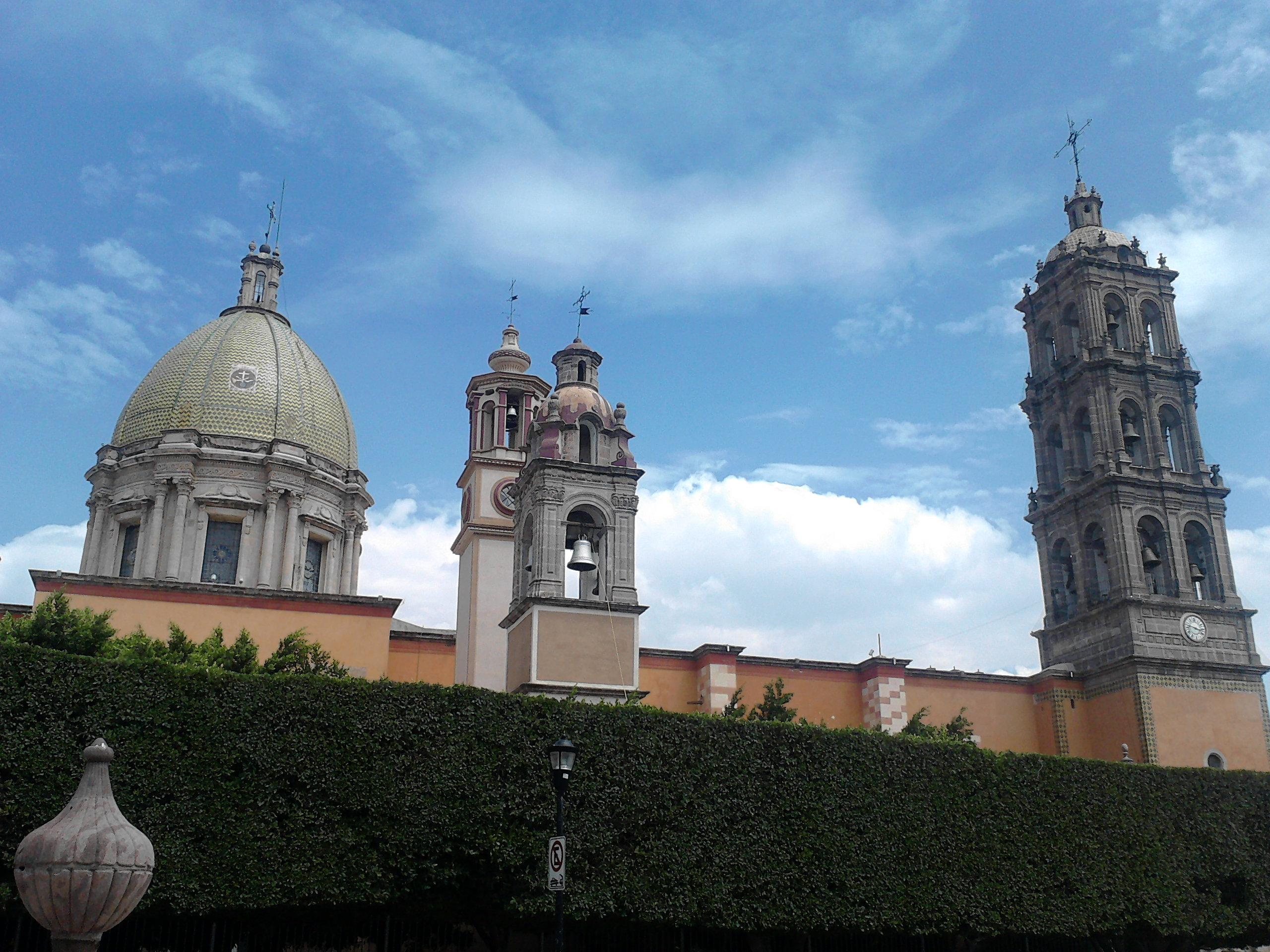
Cúpula y torre de la iglesia de San Francisco, Celaya
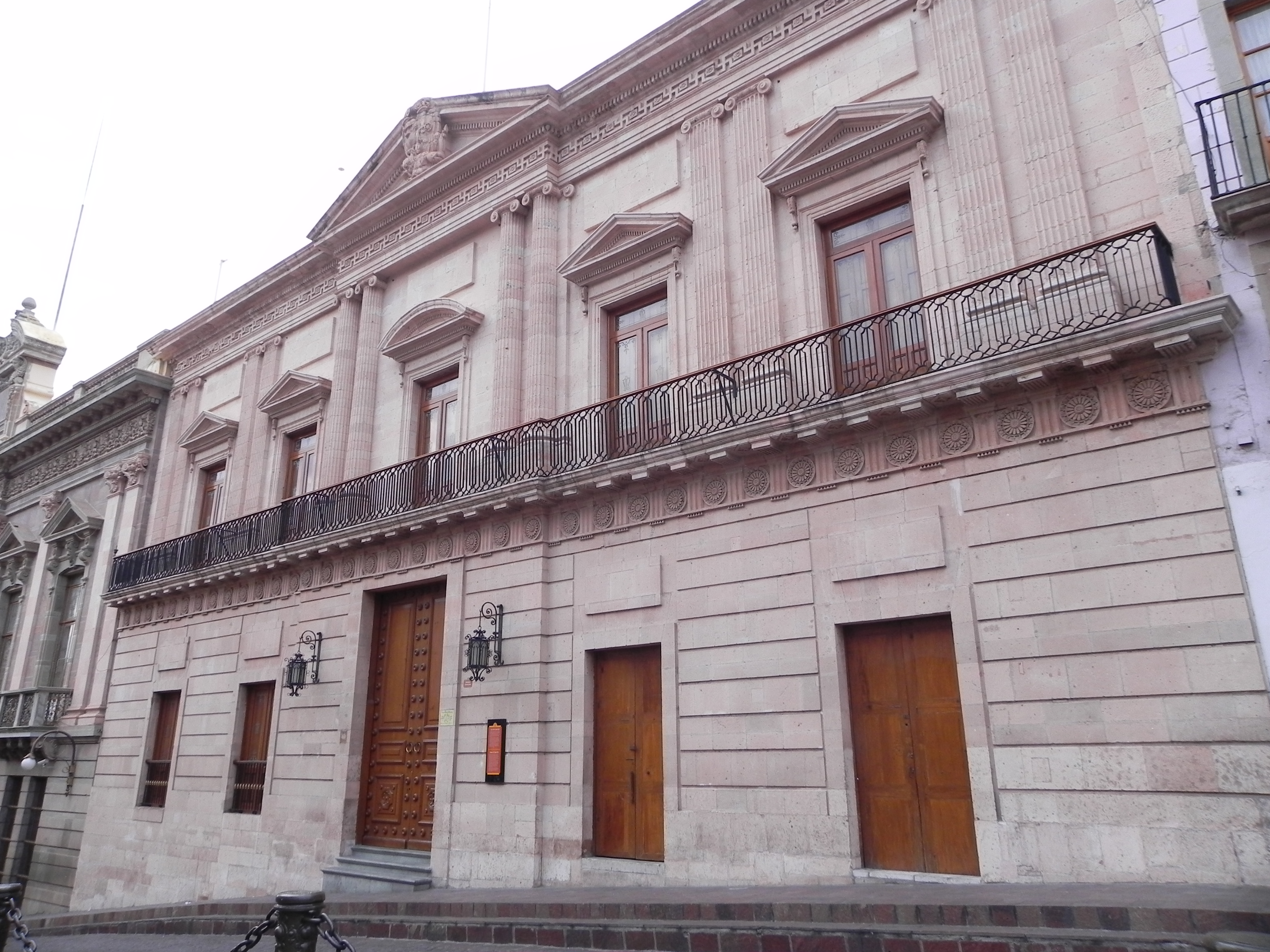
Casa del Conde de Rul, Guanajuato
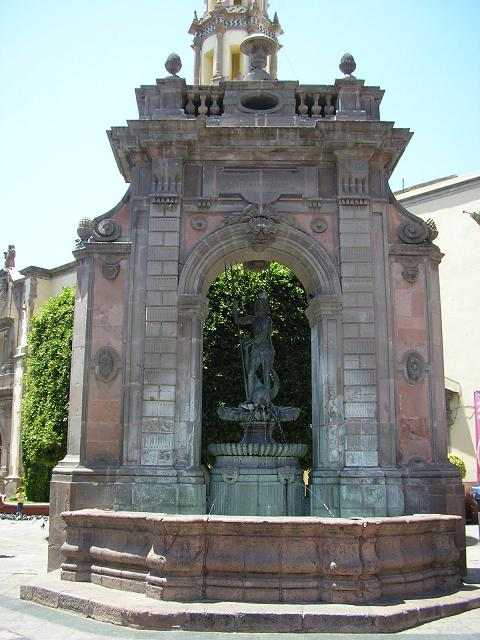
Fuente de Neptuno, Querétaro
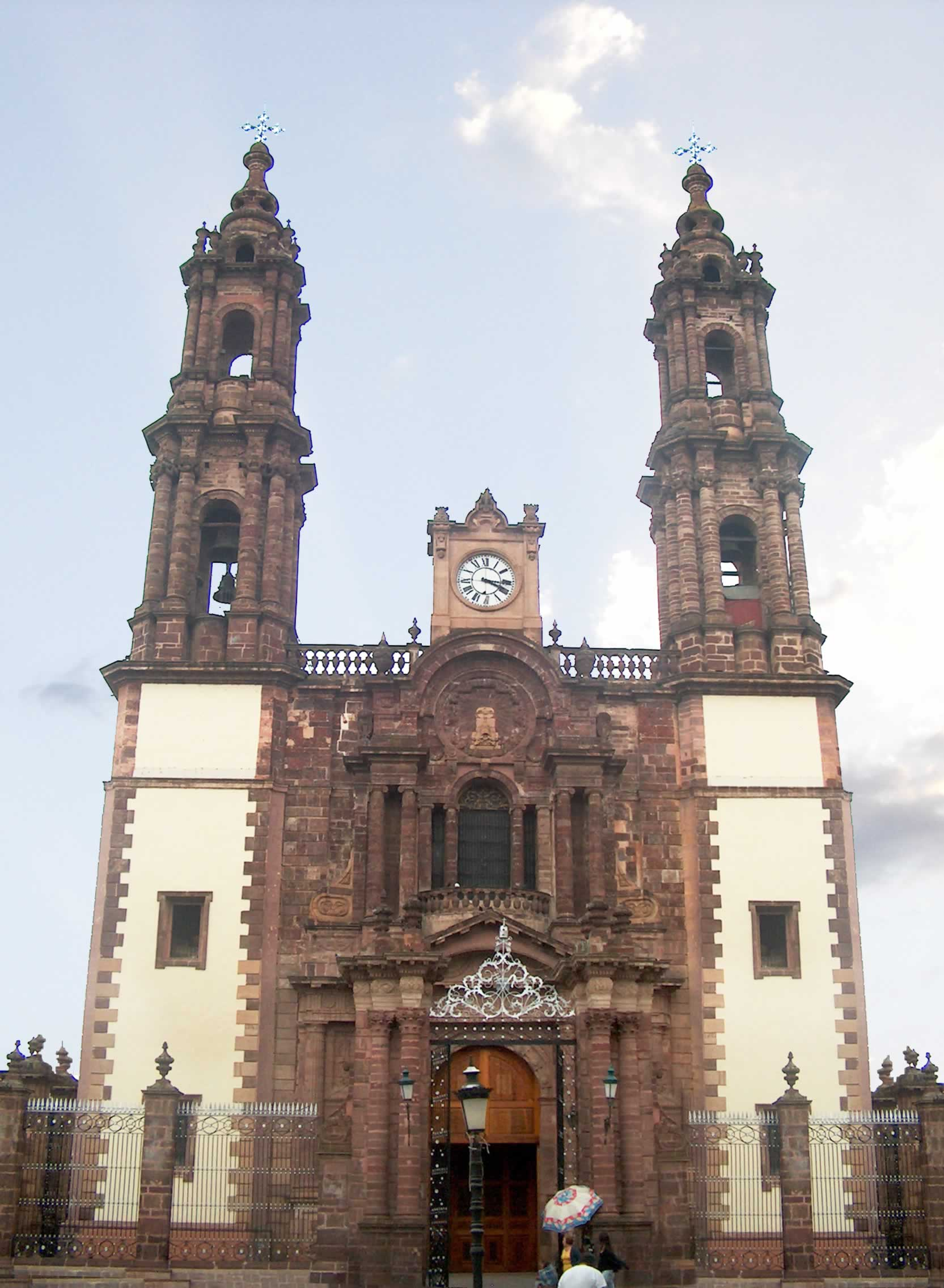
Catedral de Zamora de Hidalgo
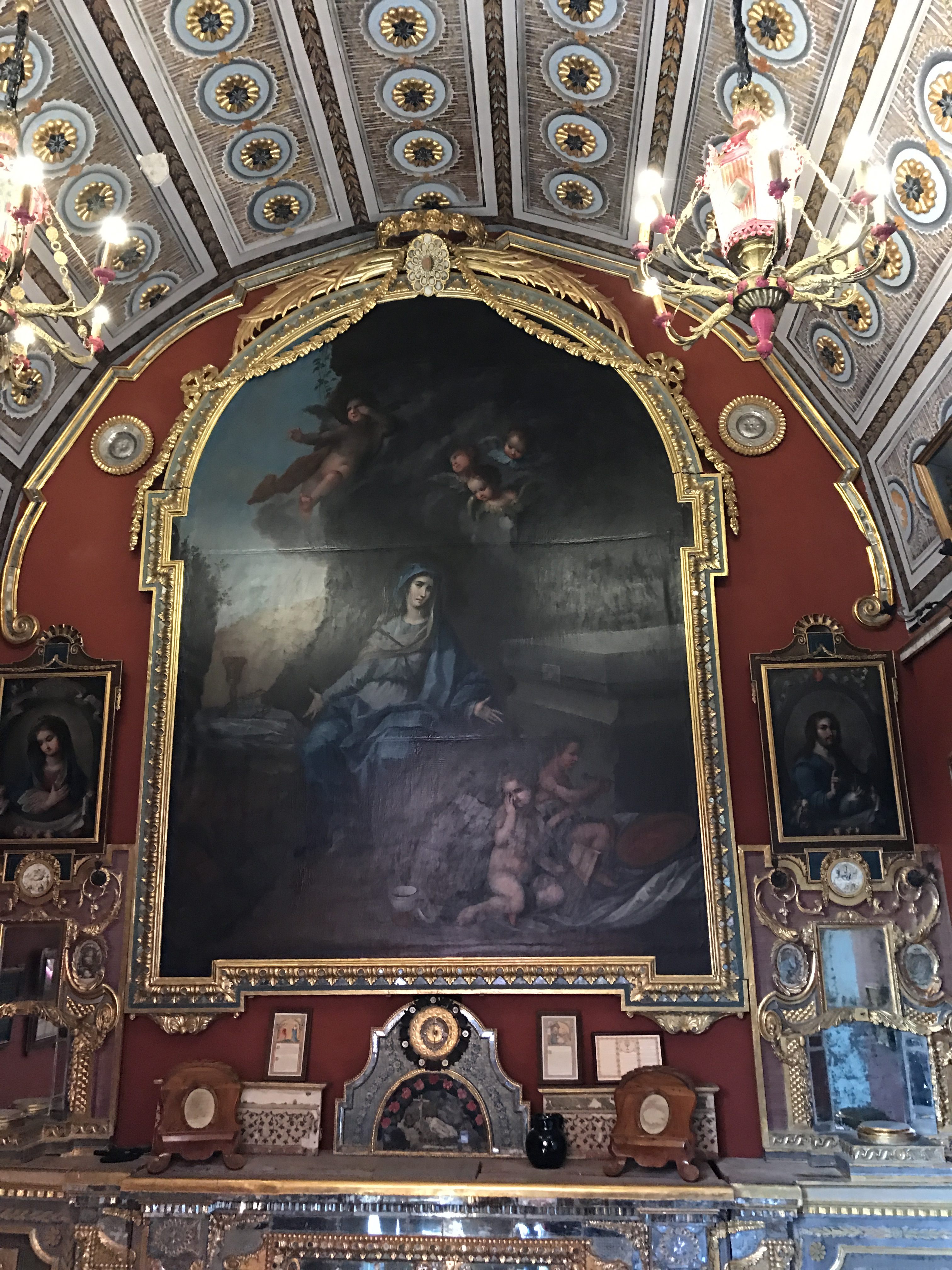
Cripta y capilla dedicada a Francisco Eduardo Tresguerras en Celaya
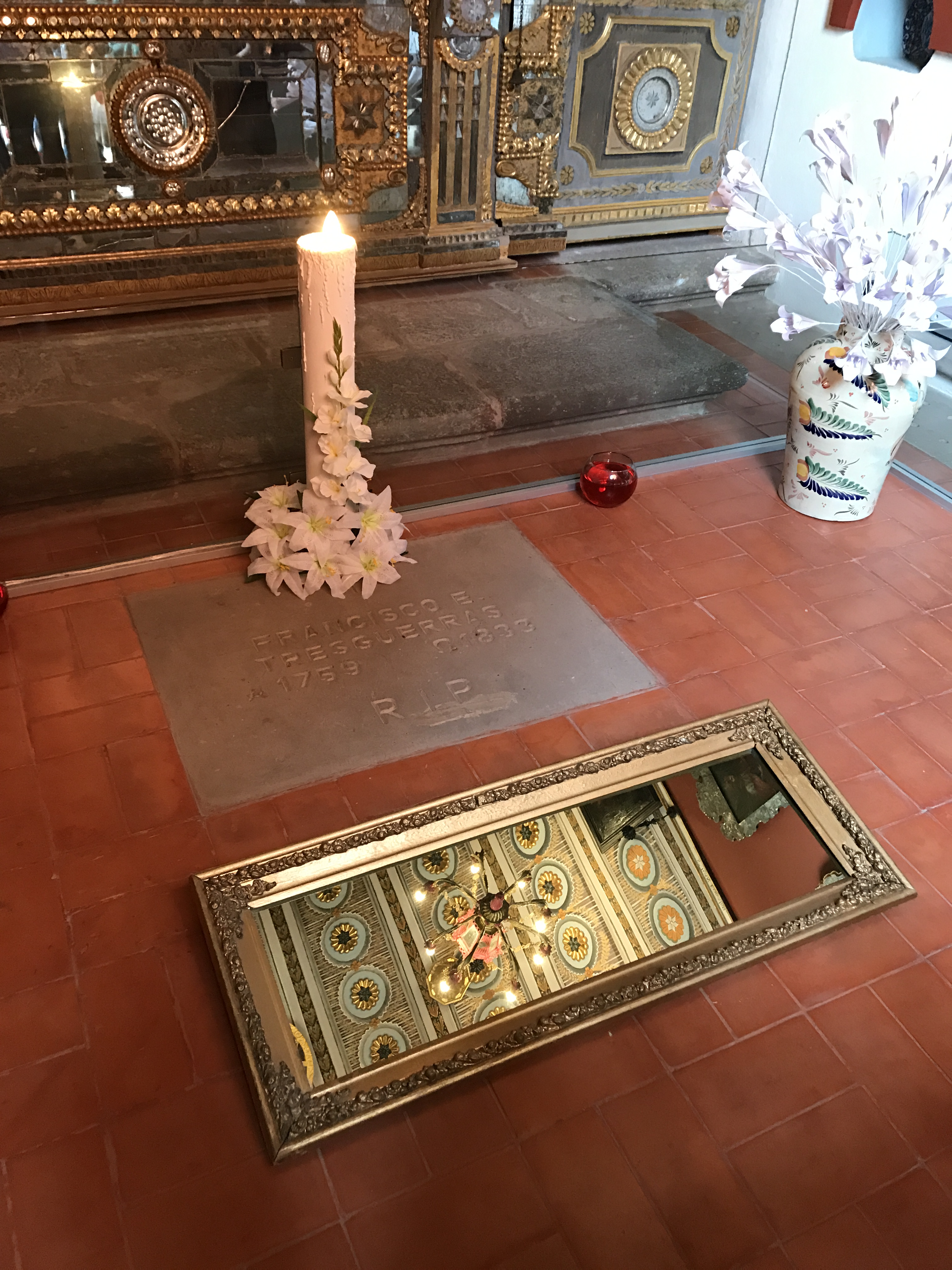
Lápida en la Cripta de Francisco Eduardo Tresguerras
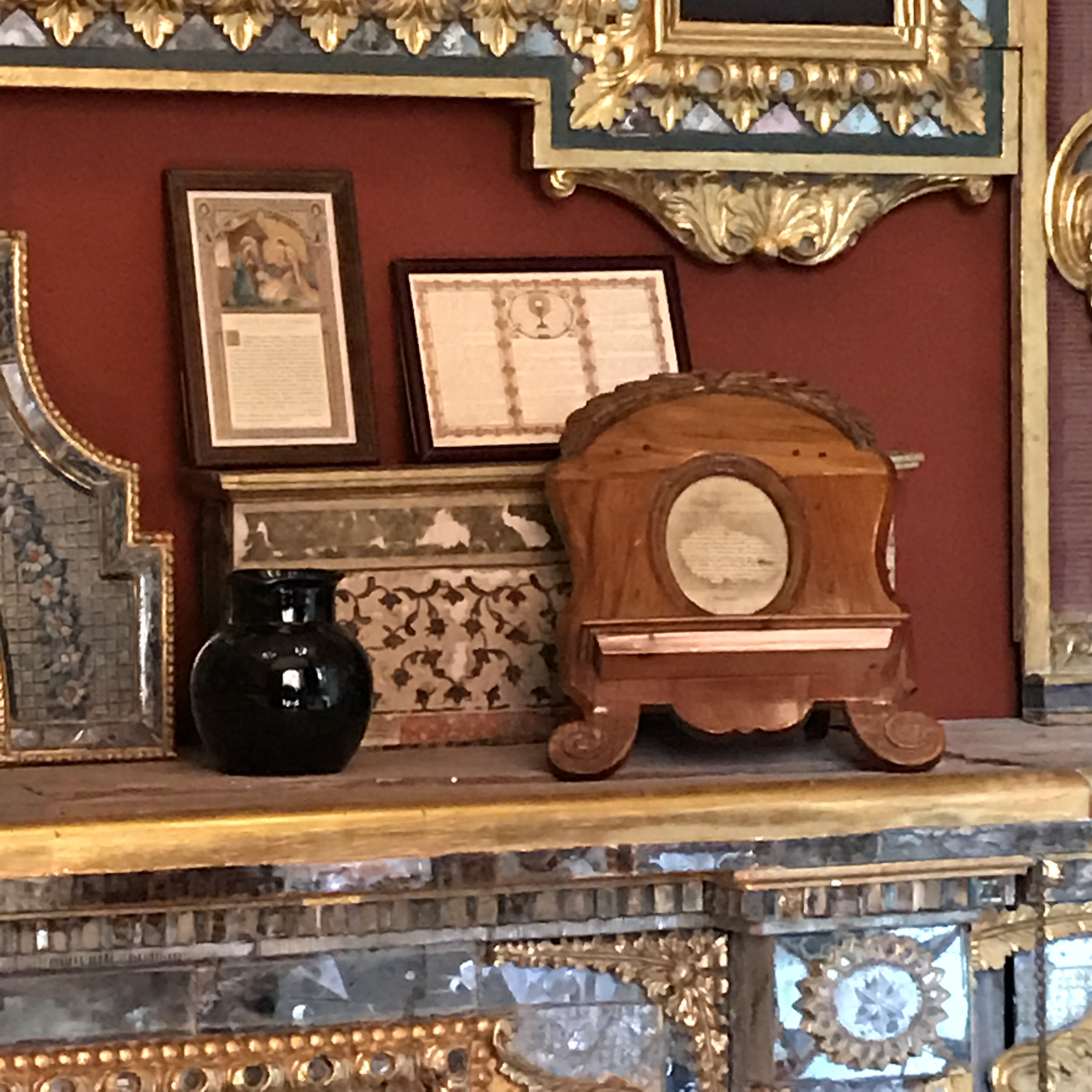
Cripta de Francisco Eduardo Tresguerras
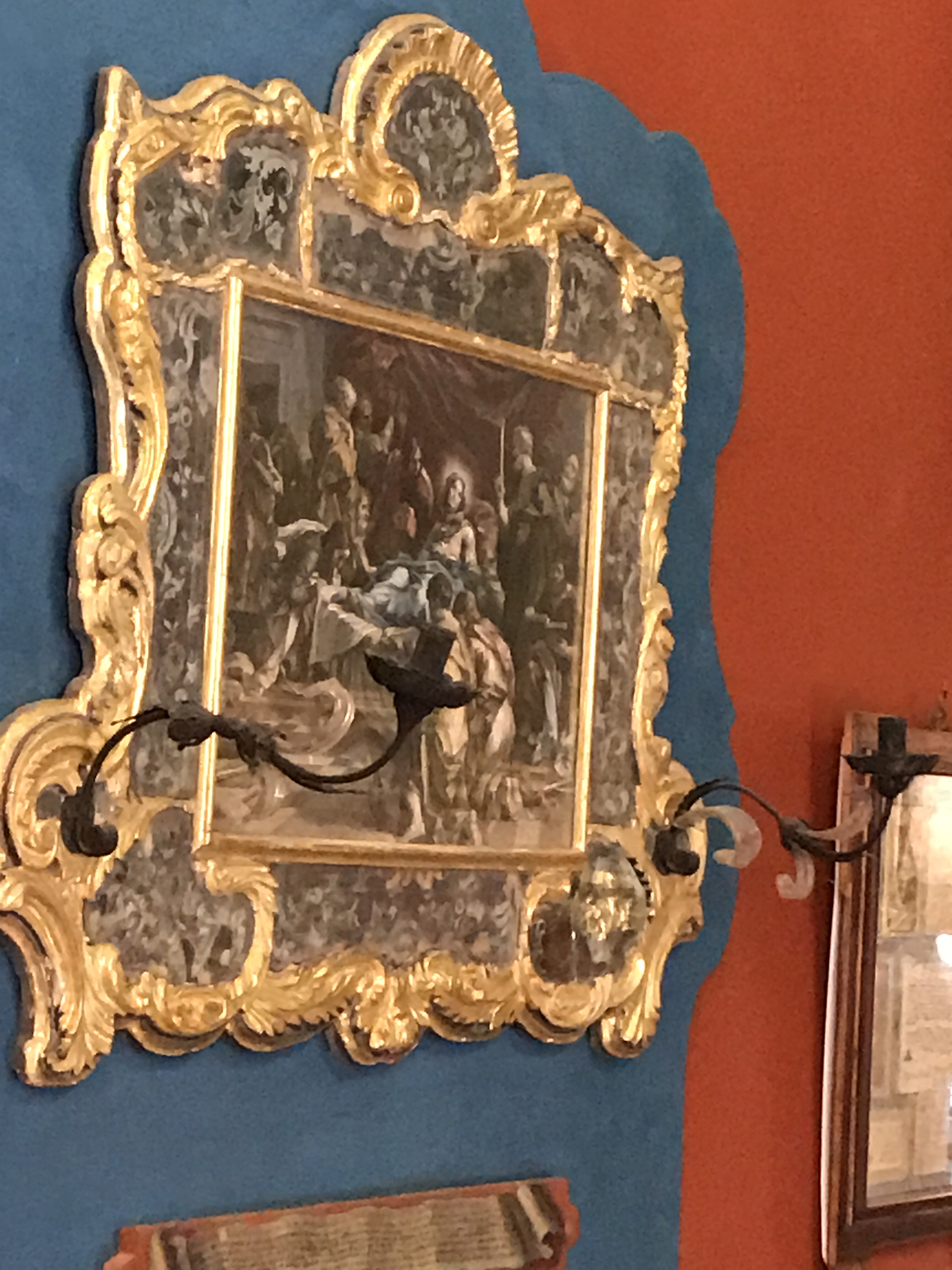
Cripta de Francisco Eduardo Tresguerras
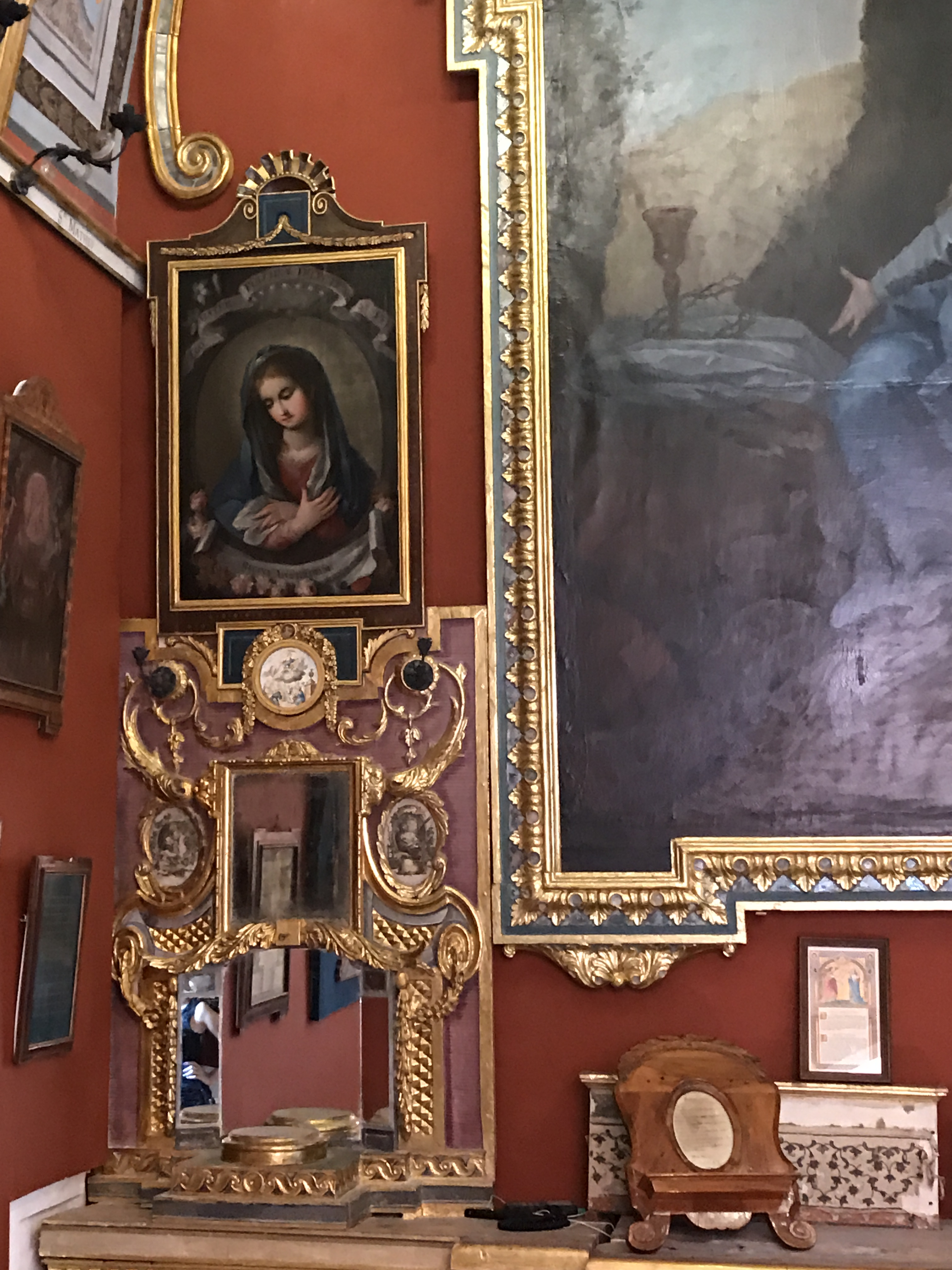
Cripta de Francisco Eduardo Tresguerras
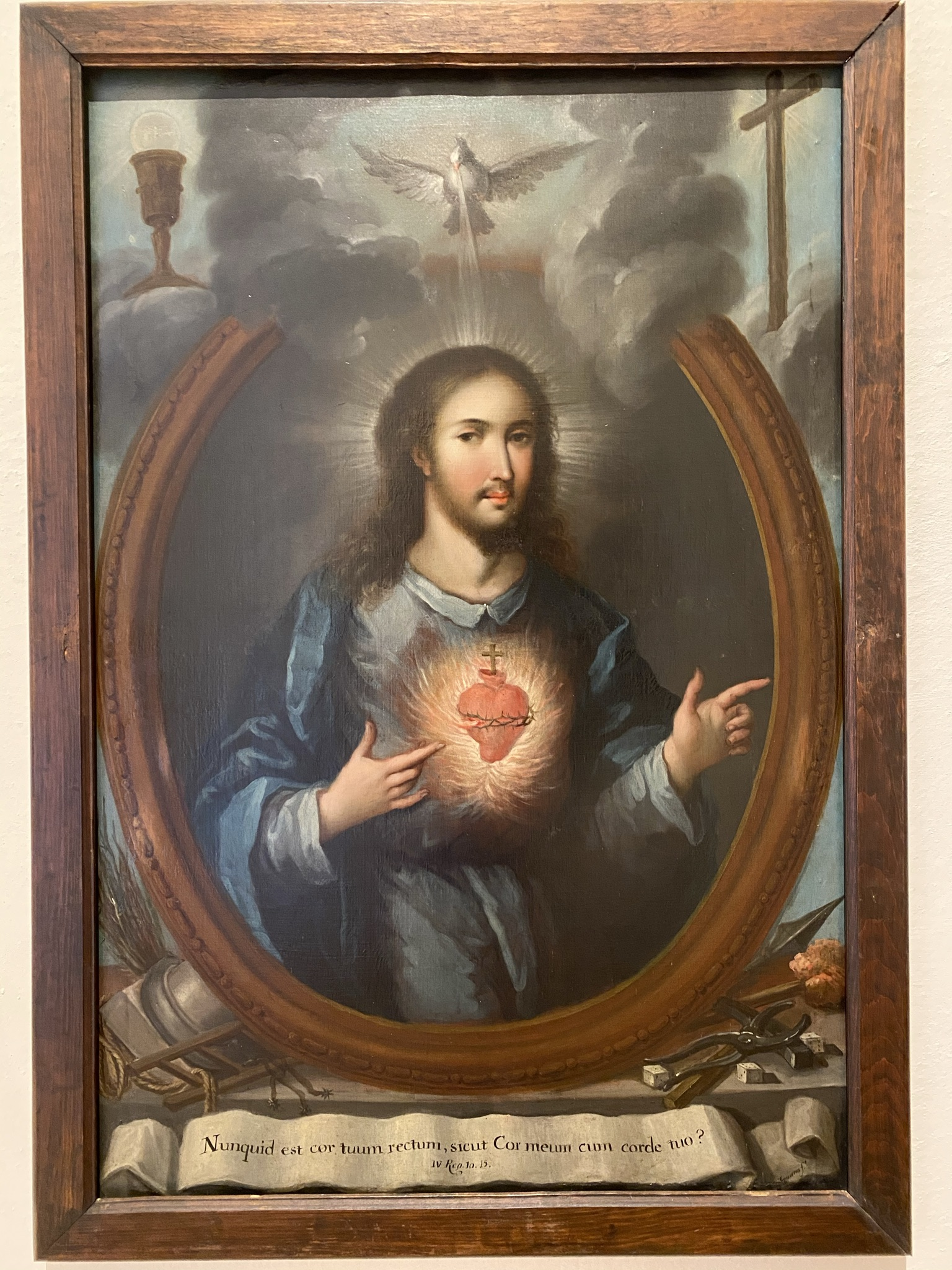
Sagrado Corazón de Jesús, Museo de Arte de Querétaro